# SC Germania (Hamburgo)
SC Germania Hamburg también conocido como SC Germania (von) 1887 o Sport-Club Germania Hamburg. Fue un club de fútbol con sede en la ciudad alemana de Hamburgo.
Fue creado el 29 de septiembre de 1887 a través de la fusión de los clubes de atletismo Hohenfelder Sportclub y Wandsbek-Marienthaler Sportclub , ambos fundados en 1884. El Sc Germania fue seis veces ganadora del Campeonato de fútbol de la asociación de Hamburgo y en 1900 fue miembro fundador de La asociación alemana de fútbol.
El SC Germania se fusionó el 2 de junio de 1919 con el Hamburgo SV (1888) , campeones del norte de Alemania de ese año, para formar el Hamburgo SV de hoy, seis veces campeón alemán y ganador de la Copa de Campeones de Europa de 1983. El HSV tiene como base la fecha de fundación del SC Germania y también utiliza los colores de este en su escudo.
Un jugador del SC Germania emigró a fines del siglo XIX a Brasil, donde en 1899 fue clave en la fundación de dos de los cuatro clubes de fútbol más antiguos del país, SC Internacional (SP), que se convirtió en 1938 en parte de São Paulo FC, tres veces ganador de la copa mundial, y SC Germánia de São Paolo, que hoy como EC Pinheiros es considerado como uno de los clubes deportivos más grandes del hemisferio sur.  Internacional y Alemania ganaron un total de cuatro Campeonatos Estatales de São Paulo.

## Historia

### Primeros años

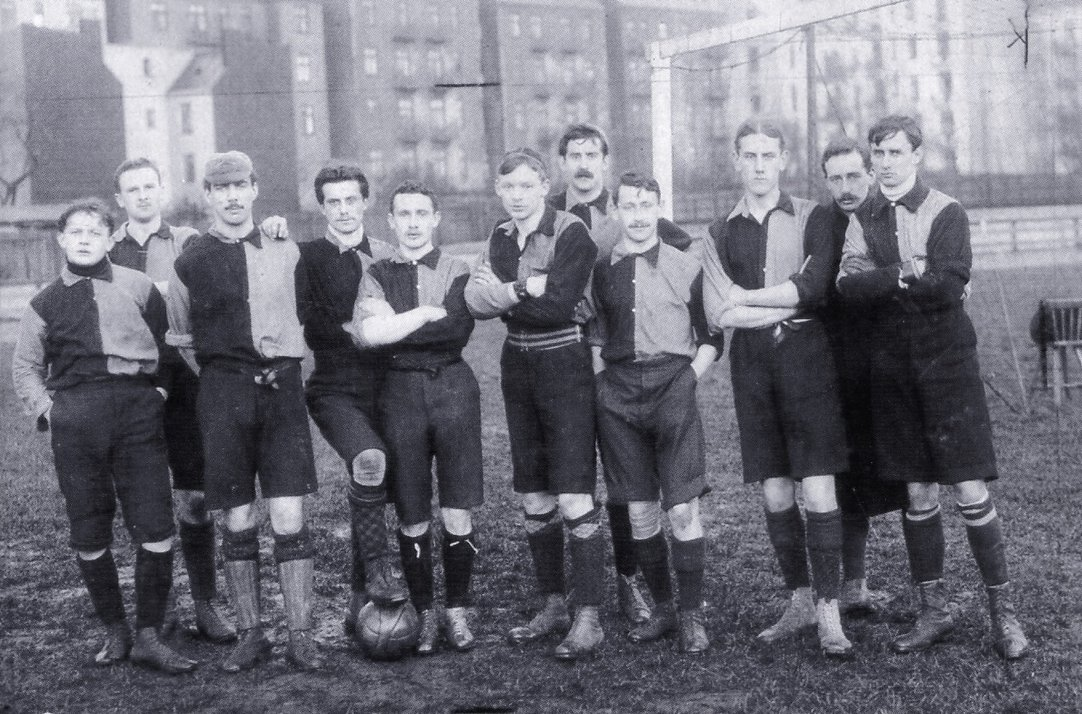
SC Germania en. 1904

Al principio, la recién formada SC Germania se mantuvo enfocada en la pista y el campo y, según se informa, alcanzó cierta notoriedad.  En 1891, después de que varios ingleses inmigrantes se unieran al club, incorporó el deporte cada vez más de moda del fútbol de asociación en sus actividades. El SC Germania estuvo en posición de alinear a dos equipos.  El primer terreno de juego del club deportivo era un prado, alquilado a un granjero en Wandsbek , justo a las afueras de la ciudad.  Un brote de cólera en Hamburgo en 1892, que causó aproximadamente 8,000 muertes, llevó a un cierre temporal de las actividades.
El 20 de octubre de 1894 se fundó Hamburg-Altonaer Fußball-Bund , la "Asociación de Fútbol de Hamburgo y Altona", Altona , ciudad prusiana, inmediatamente al oeste de Hamburgo, que al igual que Wandsbek se fusionó con Hamburgo en 1937, se fundó como Tercera asociación alemana de fútbol fuera de la capital imperial, Berlín, después de la sudafricana Süd-Westdeutsche Fußball-Union .  El equipo del SC Germania, dominado por extranjeros, en su mayoría británicos, consiguió en 1896 y 1897 los dos primeros campeonatos de la asociación, invictos en ambas ocasiones.  En ese período, el Heiligengeistfeld y el Exerzierweide en Altona,este último también fue sede de la primera final del campeonato nacional alemán en 1903, que se usó como campo de batalla.

### Época dorada

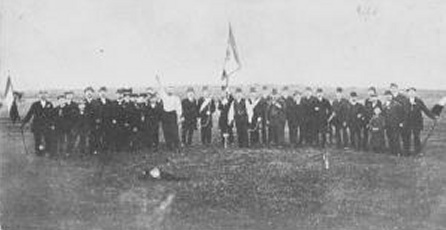

El SC Germania, al igual que el Hamburgo FC 1888, estuvo entre los 86 clubes que fundaron el 28 de enero de 1900 la asociación alemana de fútbol alemana Deutscher Fussball-Bund .  Ambos, como todos los clubes, de la asociación Hamburg-Altona y Bremen , estuvieron representados en la asamblea en Leipzig por Walter Sommermeier. 
Tres títulos más del campeonato liguero alemán consiguieron en 1901, 1902 y 1904. El campeonato de 1904 llevó a una participación en los play-offs para el segundo campeonato nacional.  En la primera ronda, el Germania derrotó a Hannover 96 11-1, sin embargo, en la segunda ronda, la semifinal, el Germania perdió en casa 1-3 ante TuFC Britannia Berlín . 
En 1903, el Rennbahn Mühlenkamp , un campo de carreras de arneses , se convirtió en el nuevo hogar de Germania, el primer recinto cerrado de fútbol en la ciudad.  1907 Forsthof en Wandsbek tuvo que reemplazarlo, ya que el hipódromo se iba a construir.

### Últimos años, Declive y Fusión
Las asociaciones del norte de Alemania se unieron para formar la Asociación de Fútbol del Norte de Alemania, la Norddeutscher Fußball-Verband en 1905. En ese período muchos jugadores abandonaron Germania, la cual fue declinada y eventualmente fue relegada en 1912. Después del estallido de la Primera Guerra Mundial , Germania, al igual que todos los otros clubes, tenía una escasez de jugadores y para poder organizar equipos formó asociaciones temporales con SV Uhlenhorst-Hertha y SC Concordia . 
Después del final de la guerra, el club no pudo revivir su fortuna y se fusionó el 2 de junio de 1919 con el Hamburger SV von 1888 , campeón del norte de Alemania de ese año, para formar el Hamburger SV de hoy, siete veces campeón alemán y ganador de la Copa de Campeones de Europa. 1982. Hamburger SV lleva 1887 como su año oficial de fundación.  Los colores del club fueron el rojo y blanco hanseáticos en honor a la ciudad de Hamburgo, con el azul y el negro de los clubes fundadores más antiguos, Germania, que se utilizaron en la insignia del equipo.  Es a través de Germania que HSV puede reclamar ser el club de fútbol alemán que se remonta más lejos.

## Influencia en Brasil

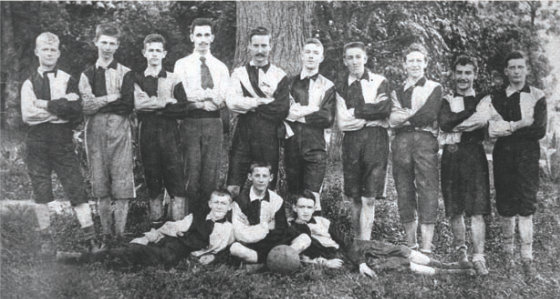
El SC Germânia de São Paulo con Hans Nobiling el fundador. Las equipaciones eran iguales como las del Sc Germania Hamburg.

También en Brasil, Germania, aunque de manera indirecta, tuvo un impacto.  Hans Nobiling , un exjugador, emigró 1897 a São Paulo en Brasil.  Pronto fundó un equipo de fútbol, que evolucionó el 19 de agosto de 1899 en SC Internacional de São Paulo, el tercer club de fútbol más antiguo de Brasil. El Sc Internacional ganó los Campeonatos Estatales de São Paulo de 1907 y 1928 y en 1938, después de una fusión con Antarctica FC se convirtió en parte de São Paulo FC , que se convirtió en uno de los clubes de fútbol más exitosos del mundo.  También en 1899, el 7 de septiembre, Nobiling fundó el SC Germânia de São Paulo, que fue parte del primer partido de fútbol oficial en la historia de Brasil y ganó los Campeonatos Estatales de 1906 y 1915. Más tarde, Gêrmania pasó a llamarse EC Pinheiros. , a menudo considerado el club deportivo más grande del hemisferio sur, y es el club cuyos miembros han ganado la mayor cantidad de medallas olímpicas para Brasil. 
Hermann Friese fue otro atleta de Alemania, también ganó un título nacional de atletismo, que emigró a Brasil unos años después de Nobiling.  Allí se unió a Germania y fue considerado el mejor futbolista de sus días y uno de los principales árbitros de su era.  También representó a Brasil en una reunión internacional de atletismo.